# 張式玲
張式玲（？—？），江苏仪征人，清朝政治人物。捐纳出身。
道光十八年七月，擔任清朝廣東省潮州府豐順縣知縣。后由許乃番接任。